# Alexis Nicolas Noël
Pour les articles homonymes, voir Noël (homonymie).
Alexis Nicolas Noël, né à Clichy-la-Garenne le 2 septembre 1792 et mort le 14 février 1879 dans le 5e arrondissement de Paris, est un peintre et graveur français.

## Biographie
Il est le fils de Joseph Nicolas Noël et de Marie Louise Petit, bourgeois de Paris.
Élève de son grand-père Alexandre Jean Noël et de Jacques-Louis David, il expose au Salon des artistes français de 1808 à 1850, des paysages des contrées de France qu'il visite : Anjou, Poitou, Touraine. Il acquiert une renommée de graveur.
Peintre d'atelier, il peint également sur le motif.

## Œuvres dans les collections publiques
Dessins
- Portrait du peintre Amable Louis Claude Pagnest, son condisciple à l'atelier de David, sanguine, musée du Louvre, Paris[3].

Peintures
- Le Col du Grand Saint-Bernard, musée des Beaux-Arts de Chambéry.

Illustrations
Pierre Hippolyte Lucas: Histoire naturelle des lépidoptères d'Europe, ouvrage orné de 400 planches, peintes d'après la nature par A. Noël et gravées sur acier, Paris 1834.

## Salons
- 1836, Salon des artistes français : Le Col du Grand Saint-Bernard ou Hospice du Grand Saint-Bernard par un temps de dégel.